# كولونيا خاردين (محطة مترو أنفاق مدريد)
كولونيا خاردين (بالإسبانية: Colonia Jardín)‏ هي محطة مترو أنفاق في مدريد في إسبانيا، تقع على الخط رقم 10.